# بوكان كاريه
بوكان كاريه هي مدينة من مدن هايتي. يبلغ عدد سكانها 48,700 نسمة وذلك حسب إحصائيات سنة 2003. يبلغ ارتفاع المدينة عن سطح البحر قرابة 297 متر.